# Olfa Youssef
Olfa Youssef (àrab: ألفة يوسف)  (Sussa, 21 de novembre de 1966) és una professora universitària i escriptora tunisiana especialitzada en lingüística àrab, psicoanàlisi i estudis islàmics. Ha escrit sobre temes relacionats amb l'islam, l'Alcorà, el lloc de les dones en l'islam, les llibertats religioses i el diàleg interreligiós.

## Biografia
Olfa Youssef nasqué el 1964 a la ciutat costanera de Susa, on cursà l'educació primària i secundària. Després estudià a l'Escola Normal Superior de Tunísia i s'hi llicencià en Lletres. En tenir matrícula d'honor en la majoria dels estudis, fou guardonada pel president Habib Bourguiba el 1987. Va defensar el doctorat sobre llengua i literatura àrab el 2002 tractant la polisèmia en l'Alcorà.
Olfa Youssef ha sigut professora de la Facultat d'Arts i Humanitats de la Universitat de La Manouba i ha dirigit la Biblioteca Nacional de Tunísia entre 2009 i 2011.

## Treball acadèmic
El 2003, Olfa Youssef publicà el seu estudi doctoral Polisèmia en l'Alcorà, en què adopta una aproximació lingüística al text alcorànic per a arribar a la conclusió postestructuralista que el significat és inevitablement múltiple. Youssef defensa que malgrat que certs dogmes sempre s'han donat per descomptats, no hi ha cap prova en l'Alcorà que els faça inqüestionables.
Aquestes idees les expressa, per exemple, en la seua obra La confusió d'una dona musulmana: sobre l'herència, el matrimoni i l'homosexualitat (2008). Els conservadors van concloure que Youssef insinuava que l'homosexualitat no és il·lícita en l'islam, que una dona no té per què heretar de sos pares només la meitat del que rep el seu germà i que un home no necessàriament té el dret de ser polígam. Aquest assaig la dugué a tenir diferents controvèrsies i fins i tot a demandes judicials.

### Publicacions destacades
- La femme dans le Coran et la Sunna, 1997. (àrab)
- Démunies de raison et de religion, 2003. (àrab)
- La multiplicité des sens dans le Coran, 2003. (àrab)
- Le Coran au risque de la psychanalyse, 2007.
- Désarroi d'une musulmane, 2010. (àrab)
- Désir des dimensions spirtuelles et psychiques des piliers de l'islam 2012.
- Sept controverses en Islam: parlons-en, 2016.
- Le féminin, la mort et le silence, 2017.
- The Perplexity of a Muslim Woman: Over Inheritance, Marriage, and Homosexuality, 2017. (anglès)
- Doux propos: lecture très personnelles donis injures sud Facebook (2011-2017), 2018. (àrab)